# Edme Mariotte

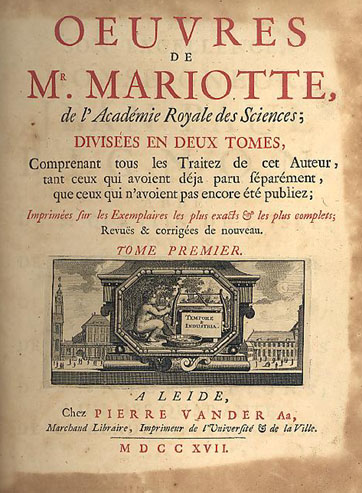
Titulní strana Oeuvres od Edme Mariotta

Edme Mariotte (pravděpodobně 1620, Dijon - 12. května 1684 Paříž) byl francouzský kněz a fyzik, jeden ze zakladatelů francouzské Akademie věd. Zabýval se mnoha obory fyziky, je po něm pojmenován Boyleův–Mariottův zákon, který nezávisle objevil při svých výzkumech vlastností vzduchu. Je po něm pojmenována Mariottova láhev.
Edme Mariotte prožil většinu života v burgundském Dijonu, kde se patrně i narodil. Působil tam jako převor kláštera St. Saint-Martin-sous-Beaune. Živě se zajímal o přírodní vědy. V roce 1660 objevil v lidském oku slepou skvrnu.
V roce 1666 se stal zakládajícím členem Akademie věd.

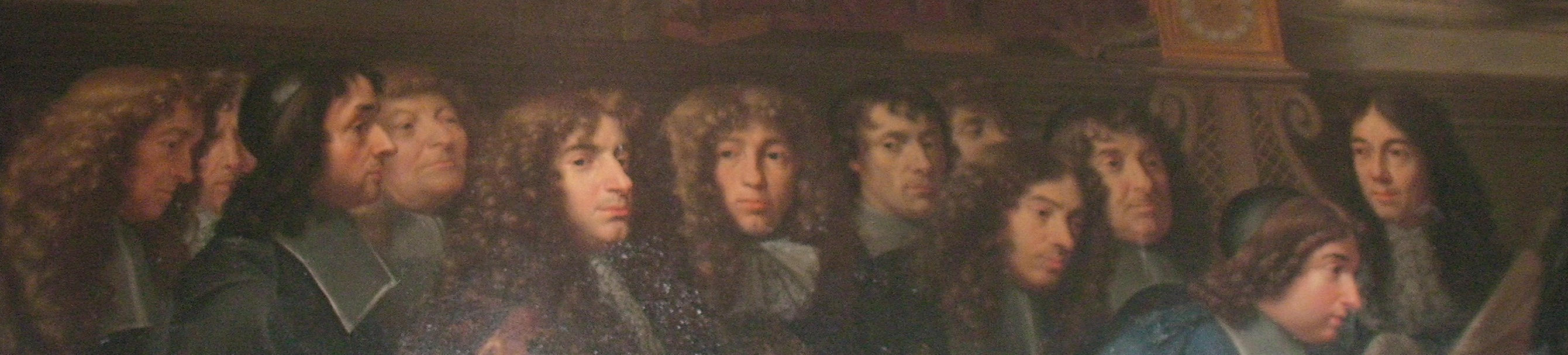
Edme Mariotte pravděpodobně 6. zprava na obraze představujícím zakládající členy Akademe věd